# 이다해
이다해(본명: Cherry Byeon, 본명 한국어: 체리 변, 1984년 4월 19일~)는 대한민국 출신의 오스트레일리아의 배우이다.

## 학력
- Burwood Girls High School (졸업)
- 동국대학교 (연극학 03 / 중퇴)
- 건국대학교 (영화학 09 / 학사)

## 생애
그는 서울특별시에서 1남 1녀 중 둘째로 태어났다. 영문명은 Cherry Byeon이다.

### 데뷔 전
초등학교 시절, KBS 어린이 뮤지컬 합창단원으로 3년 정도 활동했으며, 이를 계기로 KBS 라디오의 동요프로그램에서 목소리 연기를 하기도 했다. 초등학교 5학년 때인 1995년 가족들과 함께 오스트레일리아로 이민을 떠나서 지도하기도 했다.
합창단원으로 방송국을 드나들며 연기자의 꿈을 꿨던 이다해는 2001년 할아버지 장례식을 치르기 위해 잠시 귀국했다가 주위 친지들의 권유로 제71회 전국춘향선발대회에 참가해, 미스 춘향 진에 뽑히게 되었다. 한국에 정착하게 된 이다해는 대학 편입했고 이후 2009년 건국대학교 예술학부 영화전공으로 입학하였다.

### 연기 활동
이다해는 2002년 MBC 특집 드라마 《순수청년 박종철》에서 박종철의 첫사랑 이은주 역으로 데뷔하여, 한중 합작드라마 《링링》, 문화방송 일요아침드라마 《기쁜 소식》 등 세 편의 드라마에 연이어 출연하면서 연기 활동을 시작하였다. 그러나 세 편에서 모두 별다른 이목을 끌지 못하자 각오를 새로 다지며 원래 예명이었던 '이다혜'를 지금의 '이다해'로 바꿨다. '다해'라는 이름은 '뭐든지 다한다'라는 뜻으로 '어떤 어려운 역할이라도 최선을 다해 멋지게 해낼 것'이라는 각오를 담았다고 한다. 눈물연기만은 자신 있다는 그녀는 2002년 제이워크의 《Someday》 뮤직비디오에 출연했을 당시 무려 18시간 동안 눈물을 쉬지 않고 흘려 제작진을 놀라게 하기도 했다.
드디어 2004년 MBC 일일연속극 《왕꽃 선녀님》에서 문초원 역을 연기하면서 주목받기 시작한다. 이어 2005년 SBS 드라마 스페셜 《마이걸》에서 귀여운 사기꾼 주유린 역할을 완벽하게 소화해내며 스타덤에 오른다.
2015년부터 가수 세븐과 연애하였고 2023년 5월 6일, 8년간의 열애 끝에 서울 중구에 있는 신라호텔에서 결혼식을 올렸고 신혼생활을 하면서 가정을 꾸미고 있는데 슬하에 자녀는 없었다.

## 드라마/영화 작품

### KBS
| 연도   | 방송사 | 제목          | 역할           | 비고      |
| ------ | ------ | ------------- | -------------- | --------- |
| 2004년 | KBS2   | 낭랑 18세     | 문가영         | 16부작    |
| 2007년 | KBS2   | 헬로! 애기씨  | 이수하         | 16부작    |
| 2010년 | KBS2   | 추노          | 김혜원(언년이) | 24부작    |
| 2010년 | KBS2   | 도망자 플랜 B | 김혜원         | 특별 출연 |
| 2013년 | KBS2   | 아이리스 2    | 지수연         | 20부작    |

### 타방송사
| 연도   | 방송사           | 제목            | 역할            | 비고                 |
| ------ | ---------------- | --------------- | --------------- | -------------------- |
| 2002년 | MBC              | 순수청년 박종철 | 이은주          | 기획특집             |
| 2002년 | MBC              | 링링            | 송은아          | 한중수교 10주년 특집 |
| 2003년 | MBC              | 기쁜 소식       | 슬기            | 25부작               |
| 2004년 | MBC              | 별의 소리       | 지영            | 후지TV 외주제작      |
| 2004년 | MBC              | 왕꽃 선녀님     | 문초원          | 174부작              |
| 2005년 | SBS              | 그린 로즈       | 오수아          | 22부작               |
| 2005년 | SBS              | 마이걸          | 주유린          | 16부작               |
| 2008년 | SBS              | 불한당          | 진달래          | 16부작               |
| 2008년 | MBC              | 에덴의 동쪽     | 민혜린          | 중도하차             |
| 2011년 | MBC              | 미스 리플리     | 장미리          | 16부작               |
| 2012년 | 후난위성텔레비전 | 애적밀방        | 소하 (교지하)   | 중국                 |
| 2014년 | MBC              | 호텔킹          | 아모네          | 32부작               |
| 2016년 | 유쿠             | 최고의 커플     | 환영            | 한중 합작            |
| 2018년 | SBS              | 착한마녀전      | 차선희 / 차도희 | 40부작               |

### 영화 출연
| 연도   | 제목                | 역할   | 비고   |
| ------ | ------------------- | ------ | ------ |
| 2013년 | 아이리스 2: 더 무비 | 지수연 | TV영화 |

## 예능/기타

### 진행
| 날짜             | 방송사 | 프로그램                        | 공동진행       |
| ---------------- | ------ | ------------------------------- | -------------- |
| 2006년 12월 31일 | SBS    | SBS 연기대상                    | 유정현, 이훈   |
| 2007년 11월 17일 | Mnet   | Mnet 아시안 뮤직 어워드         | 신동엽         |
| 2007년 12월 31일 | KBS    | KBS 연기대상                    | 탁재훈         |
| 2009년 12월 31일 | KBS    | KBS 연기대상                    | 탁재훈, 김소연 |
| 2010년 3월 27일  |        | 미스터 월드 2010                | 엘리샤 딕슨    |
| 2010년 12월 31일 | KBS    | KBS 연기대상                    | 최수종, 송중기 |
| 2011년 2월 28일  |        | 제2회 대한민국 서울문화예술대상 | 김병찬         |

### 예능 출연
| 날짜                      | 방송사 | 프로그램                                         | 역할                 | 출연자                                             |
| ------------------------- | ------ | ------------------------------------------------ | -------------------- | -------------------------------------------------- |
| 2005년 2월 19일, 2월 26일 | SBS    | 실제상황 토요일 - 리얼로망스 연애편지 66회, 67회 | 게스트               | 앤디, 브라이언, 이승기, 빽가, 이정, 온주완, 우정태 |
| 2005년 2월 26일           | MBC    | 놀러와 38회                                      | 게스트               | 장나라, 최은경, 조혜련                             |
| 2005년 3월 28일           | SBS    | 야심만만 만명에게 물었습니다 105회               | 게스트               | 박광현, 박준형, 조이진, 현영, 김상혁               |
| 2005년 5월 31일           | SBS    | 즐겨찾기 56회                                    | 게스트               | 고수, 이종혁, 김서형, 박상면, 정상훈               |
| 2010년 1월 2일, 9일       | KBS2   | 해피투게더 130회, 131회                          | 게스트               | 장혁, 오지호, 김수로, 배두나, 오윤아               |
| 2010년 1월 24일           | KBS2   | 달콤한 밤 3회                                    | 게스트               |                                                    |
| 2010년 4월 6일            | KBS2   | 승승장구 9회                                     | 게스트 (몰래온 손님) | 장혁, 곽정환                                       |
| 2012년 2월 19일, 26일     | SBS    | 일요일이 좋다 - 런닝맨 82회, 83회                | 게스트               | 오지호                                             |
| 2013년 2월 7일            | KBS2   | 해피투게더 285회                                 | 게스트               | 장혁, 이범수, 임수향, 윤두준                       |
| 2014년 6월 1일            | SBS    | 룸메이트 5회                                     | 게스트               |                                                    |
| 2016년 3월 6일            | SBS    | 일요일이 좋다 - 런닝맨 289회                     | 게스트               | 정일우                                             |
| 2017년 2월 14일 ~ 5월 9일 | KBS2   | 하숙집 딸들                                      | 고정                 |                                                    |
| 2022년 1월 8일, 15일      | MBC    | 전지적 참견 시점                                 | 게스트               |                                                    |
| 2024년 4월 24일           | MBC    | 라디오스타                                       | 게스트               | 바다, 권혁수, 조권                                 |

### 뮤직 비디오 출연
| 연도   | 가수             | 곡명                | 공동출연 |
| ------ | ---------------- | ------------------- | -------- |
| 2002년 | J-walk           | Someday             |          |
| 2005년 | 김범수           | Memory              | 현빈     |
| 2009년 | 판웨이보(潘瑋柏) | 댄스 포 투 (雙人舞) |          |
| 2010년 | 김형중           | 오늘의 운세         | 백성현   |
| 2010년 | Brown Eyed Soul  | 비켜줄게            |          |

### 음반
| 연도   | 가수   | 노래               | 비고                 |
| ------ | ------ | ------------------ | -------------------- |
| 2005년 | 이다해 | 당신이 원하신다면  | 드라마 마이걸 삽입곡 |
| 2007년 | 이다해 | I Love Rock & Roll | 디지털 싱글          |
| 2013년 | 수호   | 장난 아니야        | 내레이션 참여        |

### 홍보대사
- 2006년 12월 한국장애인단체 총연맹 홍보대사
- 2007년 1월 한중문화교류축제 홍보대사
- 2010년 2월 대한민국 녹색성장위원회 홍보대사
- 2010년 10월 아동복지운동본부 소외아동복지 홍보대사
- 2010년 10월 호주 홍보대사
- 2010년 11월 건국대학교 홍보대사
- 2015년 11월 한국산 정품 온라인 특별할인전 미디어데이 홍보대사

## 광고 출연
| 연도          | 기업명                  | 제품명(종류)                      | 공동 출연 | 비고       |
| ------------- | ----------------------- | --------------------------------- | --------- | ---------- |
| 2004년        | 롯데제과                | 생고구마칩(제과)                  | 공형진    |            |
| 2005년        | 동광인터내셔날          | SOUP(여성의류)                    |           |            |
| 2005년        | 동아오츠카              | 그린타임                          | 고주원    |            |
| 2005년~2006년 | LG생활건강              | 헤르시나(화장품)                  |           | 한국, 중국 |
| 2005년~2007년 | 호반건설                | 베르디움                          |           |            |
| 2006년        | CJ LION                 | 덴트랄라 아미노 치약              |           |            |
| 2006년        | 신영와코루              | 비너스(란제리)                    |           |            |
| 2006년~2007년 | 코오롱인더스트리        | 제이폴락(캐주얼의류)              | 조연우    |            |
| 2006년~2007년 | BC카드                  | 기업PR                            |           |            |
| 2006년~2009년 | 삼성전자                | 하우젠 김치냉장고                 |           |            |
| 2007년        | 아모레퍼시픽            | V=B 프로그램(다이어트식품)        |           |            |
| 2007년        | 부천터미널 소풍         | 기업PR                            |           |            |
| 2007년~2008년 | 모나리자                | 허밍스 더 궁(여성용품)            |           |            |
| 2008년        | 상호저축은행중앙회      | 기업PR                            |           |            |
| 2008년~2009년 | LG생활건강              | 비욘드(화장품)                    |           |            |
| 2010년~2011년 | 슈페리어                | 임페리얼(여성의류)                |           |            |
| 2010년~2012년 | 소망화장품              | 다나한(화장품)                    |           |            |
| 2011년~2012년 | 마리 멀린(Marie Mullin) | 마리 멀린(여성의류)               |           | 중국       |
| 2011년~2012년 | 금복주                  | 참소주                            |           |            |
| 2011년~2013년 | 필립                    | 지보르고노비(G.Borgonov) 아이웨어 |           |            |
| 2011년~2015년 | 패션그룹형지            | 아날도 바시니(여성의류)           |           |            |
| 2013년        | 기아자동차              | 기아 K3                           |           |            |
| 2013년        | 리바이스                | 리바이스 레벨(청바지)             |           | 아시아     |
| 2013년 ~      | 숙녀방(淑女坊)          | 숙녀방(여성의류)                  |           | 중국       |
| 2014년~2015년 | 피오엠디자인            | 피뇽(PINON, 골프웨어)             |           |            |
| 2014년~2015년 | 로레알                  | 로레알 프로페셔널 파리(헤어케어)  |           | 한국, 중국 |
| 2014년 ~      | 한아화장품              | 기업PR                            |           | 중국       |
| 2015년~2016년 | 나무나라애              | 데이데이(여성용품)                |           |            |

## 수상 경력
| 연도 | 날짜      | 시상식                                            | 부문                                                 | 작품          |
| ---- | --------- | ------------------------------------------------- | ---------------------------------------------------- | ------------- |
| 2004 | 12월 30일 | MBC 연기대상                                      | 신인상                                               | 왕꽃 선녀님   |
| 2005 | 5월 20일  | 제41회 백상예술대상                               | TV부문 여자신인연기상                                | 왕꽃 선녀님   |
| 2005 | 12월 31일 | SBS 연기대상                                      | 드라마 스페셜 부문 연기상                            | 마이걸        |
| 2006 | 12월 31일 | SBS 연기대상                                      | 시청자가 뽑은 10대 스타상                            | 마이걸        |
| 2007 | 12월 31일 | KBS 연기대상                                      | 미니시리즈 부문 우수연기상                           | 헬로! 애기씨  |
| 2009 | 1월 15일  | 제4회 아시아 모델상(Asia Model Awards)            | 인기스타상                                           |               |
| 2010 | 10월 26일 | 제47회 저축의 날 기념식                           | 대통령 표창                                          |               |
| 2010 | 11월 27일 | 차이나 패션 어워즈(China Fashion Awards)          | 아시아 패션 리더상                                   |               |
| 2010 | 12월 31일 | KBS 연기대상                                      | 베스트 커플상                                        | 추노          |
| 2011 | 12월 15일 | 제19회 대한민국 문화연예대상                      | 드라마 부문 여자 최우수상                            | 미스 리플리   |
| 2011 | 12월 20일 | 야후! 아시아 버즈 어워드(Yahoo! Asia Buzz Awards) | 한국 최고 버즈 여자스타상(KR Top Buzz Female Artist) |               |
| 2012 | 10월 9일  | 제3회 LETV 영화&드라마 시상식                     | 드라마 부문 최고 여자배우상                          | 사랑의 레시피 |
| 2013 | 1월 15일  | 제8회 아시아 모델상(Asia Model Awards)            | 아시아 스타상                                        |               |

## 에피소드/사건 및 논란
- 2010년 KBS 수목드라마 《추노》 출연 당시 연기한 언년이(김혜원) 역할 때문에 '민폐언년'이라는 별명과 더불어 노비 신분일 때와 도망자 신분일 때 항상 신부화장을 하여 많은 비난을 받았으나 신부화장은 이다해 본인이 요구한 것이 아닌 제작진의 설정이었다고 추노 제작진은 해명하였다.

- 2011년 3월 1일에는 이다해 본인의 휴지 노출 해프닝으로 굉장할 정도의 불미스러운 사건이 일어났다. 정확한 설명에 따르면, 이다해는 2011년 2월 28일에 열린 서울문화예술대상 시상식 MC를 맡아 노란색 화사한 드레스를 입고 레드 카펫을 밟았다. 그리고 드레스 사이로 정체불명의 흰 물체가 발견되어 대단히 굴욕적인 사진들이 인터넷에 떠돌았다. 이런 일이 일어난 그 다음날 오후 이다해는 자신의 트위터에 "소위 이지메를 당하는 것 같다"라는 발언으로 파문을 일으켜 많은 누리꾼들의 입방아에 오르게 되었다.

- 2016년 9월 친구사이였던 가수 세븐(최동욱)과 열애 사실을 인정하면서 큰 화제를 모았다. 이다해는 세븐과의 열애 사실을 인정하면서 "전에는 친구사이로 지냈으나 1년여전부터 서로에게 큰 호감을 가지고 만나기 시작했다"라며 열애 사실을 인정했다.

- 이다해는 각각 영화 《가비》, 《현의 노래》의 여주인공으로 낙점되어 촬영에 들어갈 예정이었으나, 모두 본인과 맞지 않거나 개인 사정으로 펑크를 내면서 갑작스럽게 고사하자 제작사측에서 일방적으로 출연번복 책임을 물어 배상금 2100만원을 요구했고, 결국 해당 금액을 배상하였다.[7]